# Avulsie (geneeskunde)
Avulsie of afscheuring is de medische vakterm voor het volledig verbreken van lichaamsweefsel, zowel door chirurgisch ingrijpen als door verwonding. Een avulsie van ledematen komt voor in geval van arbeidsongevallen met grote machines, verkeersongevallen, enzoverder. Bij een chirurgische avulsie van bijvoorbeeld een zenuw schakelt men de zenuw functioneel uit. Dit kan worden beoogd om bij tuberculose een long te ontlasten, door een helft van het middenrif te verlammen.